# Morti il 3 giugno
| Questa pagina contiene informazioni ricavate automaticamente dalle voci biografiche con l'ausilio del template Bio e di un bot. L'aggiornamento è periodico e automatico e ricostruisce completamente la pagina. Se manca una persona in questa lista, sei pregato di non aggiungerla, ma accertati piuttosto che la sua voce biografica contenga il template Bio e che i dati anagrafici siano correttamente compilati. Se il template Bio manca, inseriscilo tu stesso o, in alternativa, metti l'avviso {{tmp\|Bio}} che ne segnala la mancanza. Se i dati riportati sono sbagliati, correggi direttamente la voce biografica; le modifiche saranno visibili in questa lista entro pochi giorni. Per chiarimenti vedi il progetto biografie. La lista contiene solo le 486 persone che sono citate nell'enciclopedia e per le quali è stato implementato correttamente il template Bio. Pagina aggiornata al 17 ago 2025. |

## V secolo(1)
- 492 - Oliva di Anagni, italiana

## VI secolo(1)
- 545 - Clotilde, principessa

## VIII secolo(1)
- 800 - Stauracio, funzionario e diplomatico bizantino

## XI secolo(2)
- 1050 - San Davino, armeno
- 1052 - Guaimario IV di Salerno, principe

## XIII secolo(3)
- 1253 - Margaret de Newburg, contessa britannica
- 1254 - Andrea Caccioli, presbitero italiano (n. 1194)
- 1298 - Pietro dell'Aquila, cardinale e vescovo cattolico italiano

## XIV secolo(5)
- 1351 - Mastino II della Scala, condottiero italiano (n. 1308)
- 1354 - Francesco da Arquata, predicatore italiano
- 1391 - Boldrino da Panicale, condottiero italiano
- 1395 - Ivan Šišman di Bulgaria, bulgaro
- 1397 - William Montacute, II conte di Salisbury, militare e nobile britannico (n. 1328)

## XV secolo(5)
- 1411 - Leopoldo IV d'Asburgo, duca (n. 1371)
- 1429 - Giovanni II di Heideck, vescovo cattolico tedesco
- 1453 - Luca Notara, generale bizantino
- 1497 - Robert Briçonnet, arcivescovo cattolico francese
- 1497 - Carlo I d'Armagnac, nobile francese (n. 1425)

## XVI secolo(11)
- 1528 - Gülruh Hatun
- 1548 - Juan de Zumárraga, arcivescovo cattolico e francescano spagnolo (n. 1468)
- 1565 - Antonio Bernardi, vescovo cattolico e filosofo italiano (n. 1502)
- 1567 - Johann Oldendorp, giurista e giudice tedesco (n. 1486)
- 1568 - Andrés de Urdaneta, esploratore e navigatore spagnolo (n. 1498)
- 1569 - Giovan Battista Castello, architetto, pittore e stuccatore italiano
- 1570 - Alvise Pisani, cardinale e vescovo cattolico italiano (n. 1522)
- 1575 - Francisco de Ibarra, esploratore spagnolo
- 1591 - Paolo Mario della Rovere, vescovo cattolico italiano
- 1592 - Bartolomeo Passarotti, pittore italiano (n. 1529)
- 1600 - Juan Grande Román, religioso spagnolo (n. 1546)

## XVII secolo(18)
- 1605 - Jan Zamoyski, polacco (n. 1542)
- 1605 - Camillo da Correggio, nobile e militare italiano (n. 1533)
- 1615 - Sanada Yukimura, militare giapponese (n. 1567)
- 1615 - Ōtani Yoshikatsu, militare giapponese
- 1622 - Franceschino Carracci, pittore italiano (n. 1595)
- 1640 - Theophilus Howard, II conte di Suffolk, nobile e politico inglese (n. 1584)
- 1641 - Arima Naozumi, militare giapponese (n. 1586)
- 1649 - Manuel de Faria e Sousa, nobile, scrittore e storico portoghese (n. 1590)
- 1654 - Alethea Talbot, nobildonna inglese (n. 1585)
- 1657 - William Harvey, medico inglese (n. 1578)
- 1675 - Cesare Macchiati, medico italiano (n. 1629)
- 1675 - Lothar Friedrich von Metternich-Burscheid, arcivescovo cattolico tedesco (n. 1617)
- 1677 - Carlo Emanuele Giacinto di Simiana, nobile, politico e militare italiano (n. 1608)
- 1679 - Francisque Millet, pittore e incisore fiammingo (n. 1642)
- 1686 - Ernest Alexandre Dominique d'Arenberg, generale belga (n. 1643)
- 1688 - Massimiliano Enrico di Baviera, arcivescovo cattolico tedesco (n. 1621)
- 1692 - Maria di Borbone-Soissons, nobile francese (n. 1606)
- 1697 - Silvio II Federico di Württemberg-Oels, duca (n. 1651)

## XVIII secolo(16)
- 1708 - Elizabeth Hamilton, nobildonna scozzese (n. 1640)
- 1714 - Federico Guglielmo di Schleswig-Holstein-Sonderburg-Augustenburg, nobile danese (n. 1668)
- 1717 - Fernando de Alencastre, nobile spagnolo (n. 1662)
- 1720 - Cristoforo Munari, pittore italiano (n. 1667)
- 1723 - Filippo Maria Casoni, storico italiano (n. 1662)
- 1724 - Maria Domenica del Liechtenstein, principessa austriaca
- 1734 - Maria Cristina Felicita di Leiningen-Dachsburg-Falkenburg-Heidesheim, nobildonna tedesca (n. 1692)
- 1743 - Ogata Kenzan, pittore e ceramista giapponese (n. 1663)
- 1753 - Johann Philipp Anton von und zu Frankenstein, vescovo cattolico tedesco (n. 1695)
- 1762 - Johann Baptist von Thurn und Taxis, vescovo cattolico tedesco (n. 1706)
- 1763 - Giuseppe Nogari, pittore italiano (n. 1699)
- 1779 - Donato II Silva, nobile, letterato e mecenate italiano (n. 1690)
- 1792 - Edward Pakenham, II barone di Longford, ufficiale irlandese (n. 1743)
- 1792 - César-Constantin-François de Hoensbroeck, vescovo cattolico tedesco (n. 1724)
- 1794 - Dorothy Cavendish, nobildonna inglese (n. 1757)
- 1795 - József Kármán, scrittore ungherese (n. 1769)

## XIX secolo(71)
- 1802 - Joseph Adam von Arco, arcivescovo cattolico austriaco (n. 1733)
- 1803 - George Murray, vescovo anglicano britannico (n. 1761)
- 1803 - Tommaso Obizzi, collezionista d'arte italiano (n. 1750)
- 1805 - Luisa di Sassonia-Meiningen, duca (n. 1752)
- 1810 - Giovanni Battista Bianciardi, fantino italiano (n. 1745)
- 1811 - Henry Herbert, I conte di Carnarvon, nobile e politico britannico (n. 1741)
- 1813 - Wilhelm Gottlieb Becker, storico dell'arte, numismatico e scrittore tedesco (n. 1753)
- 1819 - Jacques Nicolas Billaud-Varenne, scrittore, politico e avvocato francese (n. 1756)
- 1821 - Agostino Gerli, architetto, decoratore e inventore italiano (n. 1744)
- 1822 - Vittore Benzon, poeta e attore teatrale italiano (n. 1779)
- 1822 - Antonio Savazzini, pittore italiano (n. 1766)
- 1825 - Thomas Martyn, botanico inglese (n. 1735)
- 1826 - Nikolaj Michajlovič Karamzin, scrittore e storico russo (n. 1766)
- 1830 - Henrietta Antonia Herbert, botanica inglese (n. 1758)
- 1832 - Jean-Pierre Abel-Rémusat, orientalista, bibliotecario e sinologo francese (n. 1788)
- 1835 - Francesco Maria Pandolfi Alberici, cardinale italiano (n. 1764)
- 1836 - Barry Edward O'Meara, chirurgo irlandese (n. 1786)
- 1842 - Pier Vittorio Aldini, archeologo e bibliografo italiano (n. 1773)
- 1849 - Enrico Dandolo, patriota italiano (n. 1827)
- 1849 - Francesco Daverio, patriota italiano (n. 1815)
- 1849 - Tommaso Pasquale Gizzi, cardinale e arcivescovo cattolico italiano (n. 1787)
- 1849 - Angelo Masina, militare e patriota italiano (n. 1815)
- 1851 - Andrea Francesco Giovanni Altesti, diplomatico e politico italiano (n. 1766)
- 1851 - Gennaro Spinelli di Cariati, politico, diplomatico e militare italiano (n. 1780)
- 1853 - Cesare Balbo, nobile, patriota e politico italiano (n. 1789)
- 1853 - Filippo Galli, basso italiano (n. 1783)
- 1855 - Christoph Mrongovius, scrittore, filosofo e linguista polacco (n. 1764)
- 1857 - Pietro Frediani, scrittore e poeta italiano (n. 1775)
- 1857 - Vincenzo Massoni, arcivescovo cattolico e diplomatico italiano (n. 1808)
- 1858 - Julius Reubke, compositore, pianista e organista tedesco (n. 1834)
- 1859 - Ernest Charles Vanéechout, militare francese (n. 1823)
- 1860 - John Byng, I conte di Strafford, generale britannico (n. 1772)
- 1861 - Giovanni Francesco Avesani, avvocato, patriota e politico italiano (n. 1790)
- 1861 - Stephen A. Douglas, politico statunitense (n. 1813)
- 1861 - Melchor Ocampo, politico, giurista e scienziato messicano (n. 1814)
- 1868 - Gennaios Kolokotronis, patriota e politico greco (n. 1803)
- 1869 - John Cam Hobhouse, politico inglese (n. 1786)
- 1871 - Jakob Wilhelm Huber, pittore tedesco (n. 1797)
- 1872 - Francesco Maria Giunti, avvocato e politico italiano (n. 1808)
- 1875 - Georges Bizet, compositore e pianista francese (n. 1838)
- 1875 - Georg von Vincke, politico prussiano (n. 1811)
- 1876 - Martin Haug, orientalista tedesco (n. 1827)
- 1876 - Angelo Pietrasanta, pittore italiano (n. 1834)
- 1877 - Ludwig von Köchel, musicologo austriaco (n. 1800)
- 1877 - Eugène-Louis Lequesne, scultore francese (n. 1815)
- 1877 - Sofia di Württemberg, sovrana olandese (n. 1818)
- 1878 - Pietro Codronchi, poeta italiano (n. 1840)
- 1879 - Giovanni Andrea Gasparini, patriota e medico italiano (n. 1831)
- 1879 - Lionel de Rothschild, banchiere, politico e filantropo britannico (n. 1808)
- 1880 - Maria d'Assia-Darmstadt, imperatrice (n. 1824)
- 1881 - Luigi Mancini, pittore italiano (n. 1819)
- 1882 - Ferdinand Anton von Dondorf, generale austriaco (n. 1806)
- 1882 - James Thomson, poeta scozzese (n. 1834)
- 1883 - Teodorico Pietrocola Rossetti, predicatore e patriota italiano (n. 1825)
- 1886 - Carlo Lwanga, santo ugandese (n. 1865)
- 1886 - Ambrogio Kibuuka, santo ugandese (n. 1868)
- 1886 - Achilleo Kiwanuka, santo ugandese (n. 1869)
- 1888 - Carl Riedel, direttore d'orchestra e compositore tedesco (n. 1827)
- 1888 - Matilde di Hohenlohe-Öhringen, nobile tedesca (n. 1814)
- 1889 - Bernhard Förster, insegnante tedesco (n. 1843)
- 1892 - Jean-Marie Bonnassieux, scultore francese (n. 1810)
- 1894 - Karl Eduard Zachariae von Lingenthal, giurista e storico tedesco (n. 1812)
- 1895 - Konrad Fiedler, storico dell'arte tedesco (n. 1841)
- 1897 - Carlo Meyer, militare e politico italiano (n. 1837)
- 1898 - Nikolaj Jakovlevič Afanas'ev, violinista e compositore russo (n. 1820)
- 1898 - Lodovico Leonardi, vescovo cattolico italiano (n. 1819)
- 1899 - Auguste Baud-Bovy, pittore svizzero (n. 1848)
- 1899 - George MacDonnell, scacchista irlandese (n. 1830)
- 1899 - Johann Strauss, compositore e direttore d'orchestra austriaco (n. 1825)
- 1900 - Mary Kingsley, scrittrice, etnologa e africanista britannica (n. 1862)
- 1900 - William Pleydell-Bouverie, V conte di Radnor, nobile e politico inglese (n. 1841)

## XX secolo(230)
- 1902 - Trang Ý, imperatrice vietnamita (n. 1828)
- 1903 - Leopold Gegenbauer, matematico austriaco (n. 1849)
- 1904 - Antonio Celotti, politico italiano (n. 1840)
- 1904 - Jovan Jovanović Zmaj, poeta serbo (n. 1833)
- 1905 - Eugenio Fabi, patriota e militare italiano (n. 1838)
- 1906 - John Maxwell, golfista statunitense (n. 1871)
- 1907 - Carl Braun, gesuita e astronomo tedesco (n. 1831)
- 1907 - Thomas H. Ruger, generale statunitense (n. 1833)
- 1908 - Viggo Fausböll, orientalista danese (n. 1821)
- 1909 - Augusto Albini, ammiraglio e politico italiano (n. 1830)
- 1910 - Scipione Cappa, ingegnere idraulico italiano (n. 1857)
- 1910 - Philipp Josef Pick, dermatologo austriaco (n. 1834)
- 1911 - Pietro Mosetig, giornalista e patriota italiano (n. 1833)
- 1913 - Gabriele Bordonaro, imprenditore e politico italiano (n. 1834)
- 1914 - Robert Smith, calciatore scozzese (n. 1848)
- 1916 - Teodoro Capocci, militare italiano (n. 1894)
- 1916 - Sofia Fuoco, danzatrice italiana (n. 1829)
- 1918 - Richard von Bienerth-Schmerling, politico austriaco (n. 1863)
- 1918 - Xavier Moissinac, militare e aviatore francese (n. 1896)
- 1919 - Secondo Giovanni Calzoni, patriota italiano (n. 1840)
- 1919 - Diego da Vallinfreda, religioso italiano (n. 1839)
- 1919 - William Gilson Farlow, botanico statunitense (n. 1844)
- 1919 - Gastone Novelli, ufficiale e aviatore italiano (n. 1895)
- 1919 - Ugo Zannoni, scultore italiano (n. 1836)
- 1921 - Simon Baruch, medico prussiano (n. 1840)
- 1921 - Coenraad Hiebendaal, canottiere olandese (n. 1879)
- 1923 - Friedrich Krafft, chimico tedesco (n. 1852)
- 1924 - Franz Kafka, scrittore austro-ungarico (n. 1883)
- 1925 - Camille Flammarion, astronomo, editore e divulgatore scientifico francese (n. 1842)
- 1927 - Henry Petty-Fitzmaurice, V marchese di Lansdowne, politico britannico (n. 1845)
- 1927 - Clotilde di Sassonia-Coburgo-Koháry, principessa (n. 1846)
- 1928 - Li Yuanhong, politico e militare cinese (n. 1864)
- 1929 - Fausto Salvatori, poeta e librettista italiano (n. 1870)
- 1929 - Max Thomas, ginnasta e multiplista statunitense (n. 1874)
- 1930 - Oleksandr Kostjantynovyč Bohomazov, pittore ucraino (n. 1880)
- 1930 - Franciszek Mirandola, scrittore, poeta e traduttore polacco (n. 1871)
- 1930 - Alexander Frederick Richmond Wollaston, esploratore, medico e botanico britannico (n. 1875)
- 1931 - Rolf Johnsson, ginnasta svedese (n. 1889)
- 1931 - Hobart Johnstone Whitley, imprenditore canadese (n. 1847)
- 1935 - Wilfrid North, regista, attore e sceneggiatore britannico (n. 1863)
- 1936 - Godwin Brumowski, aviatore austro-ungarico (n. 1889)
- 1936 - Walther Wever, generale tedesco (n. 1887)
- 1937 - Gino Frascari, calciatore italiano (n. 1915)
- 1937 - Emilio Mola, generale spagnolo (n. 1887)
- 1938 - Guido Bertini, commediografo, poeta e pittore italiano (n. 1872)
- 1938 - Gino De Marchi, regista e antifascista italiano (n. 1902)
- 1938 - John Flanagan, discobolo, martellista e tiratore di fune irlandese (n. 1868)
- 1938 - Vittorio Guaccimanni, pittore e incisore italiano (n. 1859)
- 1938 - Édouard-Alfred Martel, speleologo, geografo e cartografo francese (n. 1859)
- 1938 - Guido Pellizzari, chimico italiano (n. 1858)
- 1938 - Arnaldo Silva, politico e antifascista italiano (n. 1887)
- 1939 - Anna Coleman Ladd, scultrice statunitense (n. 1878)
- 1940 - Otto Neururer, presbitero austriaco (n. 1882)
- 1941 - Giuseppe Boselli, militare e imprenditore italiano (n. 1867)
- 1941 - Andy Cooper, giocatore di baseball statunitense (n. 1898)
- 1941 - Antoni Łyko, calciatore polacco (n. 1907)
- 1941 - Angelo Omodeo, ingegnere e funzionario italiano (n. 1876)
- 1942 - Attilio Friggeri, medico, militare e nuotatore italiano (n. 1915)
- 1942 - Ormi Hawley, attrice statunitense (n. 1889)
- 1942 - Bengt Heyman, velista svedese (n. 1883)
- 1944 - Gabor Adler, agente segreto e partigiano ungherese (n. 1919)
- 1944 - Gregor Adlercreutz, cavaliere svedese (n. 1898)
- 1944 - Alfeo Brandimarte, militare e ingegnere italiano (n. 1906)
- 1944 - Fortunato Caccamo, militare e carabiniere italiano (n. 1923)
- 1944 - Ferdinando Camuncoli, militare italiano (n. 1927)
- 1944 - Silvestro Curotti, militare e partigiano italiano (n. 1920)
- 1944 - Pietro Dodi, partigiano italiano (n. 1880)
- 1944 - Costanzo Ebat, militare e partigiano italiano (n. 1911)
- 1944 - Sokrates Lagoudakis, maratoneta greco (n. 1861)
- 1944 - Thomas Murray, giocatore di curling britannico (n. 1877)
- 1945 - John Hawkesworth, generale britannico (n. 1893)
- 1945 - Astorre Lupattelli, avvocato italiano (n. 1867)
- 1945 - Vikentij Vikent'evič Veresaev, scrittore russo (n. 1867)
- 1946 - Chen Gongbo, politico cinese (n. 1892)
- 1946 - Michail Ivanovič Kalinin, politico e rivoluzionario sovietico (n. 1875)
- 1947 - George Lessey, attore, regista e sceneggiatore statunitense (n. 1879)
- 1947 - Julio César Tello, archeologo peruviano (n. 1880)
- 1947 - Sigurd Wandel, pittore danese (n. 1875)
- 1949 - Carlo Angela, medico, politico e antifascista italiano (n. 1875)
- 1949 - Pina Calì, pittrice italiana (n. 1905)
- 1949 - Amadeo Giannini, banchiere statunitense (n. 1870)
- 1949 - Einar Olsen, ginnasta danese (n. 1893)
- 1950 - Ahmad Tajuddin, sovrano bruneiano (n. 1913)
- 1950 - Erardo Trentinaglia, compositore italiano (n. 1889)
- 1953 - Philip Graves, giornalista irlandese (n. 1876)
- 1953 - Florence Price, compositrice, pianista e organista statunitense (n. 1887)
- 1955 - Arnaud Langer, militare e aviatore francese (n. 1919)
- 1956 - Giuseppe Filippi, produttore cinematografico italiano (n. 1864)
- 1957 - Silvio Barbieri, imprenditore e dirigente sportivo italiano (n. 1883)
- 1958 - Giovanni Esposito, generale italiano (n. 1882)
- 1958 - Marceau Pivert, sindacalista, giornalista e politico francese (n. 1895)
- 1959 - Ole Windingstad, direttore d'orchestra, pianista e compositore norvegese (n. 1886)
- 1960 - Carlo Alberto Chiesa, regista, montatore e sceneggiatore italiano (n. 1922)
- 1960 - Ana Pauker, politica romena (n. 1893)
- 1960 - Wallace Shaw, golfista statunitense (n. 1870)
- 1961 - Genesio Bozzoni, calciatore italiano (n. 1904)
- 1961 - Raffaele De Caro, avvocato e politico italiano (n. 1883)
- 1961 - Mario Muccini, militare e scrittore italiano (n. 1895)
- 1961 - John Stone, produttore cinematografico e sceneggiatore statunitense (n. 1888)
- 1961 - Henri Wernli, lottatore svizzero (n. 1898)
- 1963 - Edmond Decottignies, sollevatore francese (n. 1893)
- 1963 - Papa Giovanni XXIII, papa, cardinale e patriarca cattolico italiano (n. 1881)
- 1963 - Nazım Hikmet, poeta, drammaturgo e scrittore turco (n. 1902)
- 1963 - Dick MacNeill, calciatore olandese (n. 1898)
- 1963 - Paul Maxey, attore statunitense (n. 1907)
- 1964 - Renato Dall'Ara, imprenditore e dirigente sportivo italiano (n. 1892)
- 1964 - Frans Eemil Sillanpää, scrittore finlandese (n. 1888)
- 1964 - João Silva Tavares, poeta, scrittore e drammaturgo portoghese (n. 1893)
- 1965 - Elof Ahrle, attore e regista svedese (n. 1900)
- 1965 - Carl Oberg, generale tedesco (n. 1897)
- 1965 - Hjalmar Riiser-Larsen, esploratore e aviatore norvegese (n. 1890)
- 1965 - Max Volmer, chimico e fisico tedesco (n. 1885)
- 1966 - Giovanni Braga, calciatore e allenatore di calcio italiano (n. 1909)
- 1966 - Alice Calhoun, attrice statunitense (n. 1900)
- 1967 - André Cluytens, direttore d'orchestra belga (n. 1905)
- 1967 - Arthur Tedder, generale britannico (n. 1890)
- 1968 - Walter Alsford, calciatore inglese (n. 1911)
- 1968 - Roger Coudroy, ingegnere e rivoluzionario belga (n. 1935)
- 1968 - Arturo Osio, avvocato e banchiere italiano (n. 1890)
- 1969 - Antonio Burattini, fumettista italiano
- 1969 - George Edwin Cooke, calciatore statunitense (n. 1883)
- 1970 - Pietro Germani, politico italiano (n. 1903)
- 1970 - Anna Maria Ichino, giornalista e antifascista italiana (n. 1912)
- 1970 - Roberto Longhi, storico dell'arte e critico d'arte italiano (n. 1890)
- 1970 - Hjalmar Schacht, economista e politico tedesco (n. 1877)
- 1970 - Wilhelm Speidel, generale tedesco (n. 1895)
- 1971 - Oscar Baronti, ciclista su strada italiano (n. 1909)
- 1971 - Heinz Hopf, matematico tedesco (n. 1894)
- 1971 - Guido Tonetti, arcivescovo cattolico italiano (n. 1903)
- 1971 - Mario Tosolini, calciatore italiano (n. 1918)
- 1972 - Martin Boyd, scrittore australiano (n. 1893)
- 1972 - Orlando Teani, ciclista su strada italiano (n. 1910)
- 1973 - Jean Batmale, allenatore di calcio e calciatore francese (n. 1895)
- 1973 - Dory Funk, wrestler statunitense (n. 1919)
- 1974 - Messali Hajj, politico algerino (n. 1898)
- 1974 - Rašid Nežmetdinov, scacchista e damista sovietico (n. 1912)
- 1974 - Joseph Werbrouck, pistard belga (n. 1882)
- 1975 - Ralph J. Gleason, critico musicale, musicologo e saggista statunitense (n. 1917)
- 1975 - Eisaku Satō, politico giapponese (n. 1901)
- 1976 - Gerhard Dornbusch, direttore d'orchestra, compositore e arrangiatore svedese (n. 1910)
- 1976 - Viggo Kampmann, politico danese (n. 1910)
- 1976 - Katharine Elizabeth McBride, psicologa statunitense (n. 1904)
- 1977 - Olga Elia, archeologa italiana (n. 1902)
- 1977 - Archibald Vivian Hill, medico e fisiologo britannico (n. 1886)
- 1977 - Roberto Rossellini, regista, sceneggiatore e produttore cinematografico italiano (n. 1906)
- 1978 - Giulio Agostini, politico italiano (n. 1892)
- 1978 - Hans Schöchlin, canottiere svizzero (n. 1893)
- 1979 - Gladys del Estal, attivista venezuelana (n. 1956)
- 1979 - Gino Meneghel, medico, scrittore e partigiano italiano (n. 1909)
- 1979 - Arno Schmidt, scrittore e traduttore tedesco (n. 1914)
- 1979 - Mario Vitali, bobbista italiano (n. 1914)
- 1980 - Naum Achiezer, matematico sovietico (n. 1901)
- 1980 - Fred Beir, attore statunitense (n. 1927)
- 1980 - Antonio Chionna, carabiniere italiano (n. 1930)
- 1980 - Preston Holder, fotografo e archeologo statunitense (n. 1907)
- 1980 - Michelangelo Pira, giornalista, antropologo e scrittore italiano (n. 1928)
- 1981 - Carleton Stevens Coon, etnologo e antropologo statunitense (n. 1904)
- 1982 - Peter Carter, regista canadese (n. 1933)
- 1982 - Ronald Duncan, scrittore, poeta e drammaturgo britannico (n. 1914)
- 1982 - Morten Pettersen, calciatore norvegese (n. 1909)
- 1983 - Ferrucio Calusio, direttore d'orchestra argentino (n. 1890)
- 1983 - Krunoslav Draganović, teologo e filosofo croato (n. 1903)
- 1984 - Aldo Campatelli, calciatore e allenatore di calcio italiano (n. 1919)
- 1984 - Giuseppe Rescigno, bobbista italiano (n. 1934)
- 1985 - Giuseppe Castruccio, calciatore, diplomatico e militare italiano (n. 1887)
- 1985 - Giuseppe Maffioli, autore televisivo, attore e gastronomo italiano (n. 1925)
- 1985 - Sean Sullivan, attore canadese (n. 1921)
- 1985 - Don Wheldon, hockeista su ghiaccio statunitense (n. 1954)
- 1985 - Antonio Zancanaro, hockeista su pista, pittore e incisore italiano (n. 1906)
- 1986 - Robert La Tourneaux, attore e modello statunitense (n. 1940)
- 1986 - Anna Neagle, attrice britannica (n. 1904)
- 1987 - Jackie Fields, pugile statunitense (n. 1908)
- 1987 - Mario Mineo, politico e antifascista italiano (n. 1920)
- 1987 - Will Sampson, attore, cavaliere e pittore statunitense (n. 1933)
- 1987 - Andrés Segovia, chitarrista e compositore spagnolo (n. 1893)
- 1988 - Anna Mahler, scultrice austriaca (n. 1904)
- 1988 - Renzo Palmer, attore, doppiatore e conduttore televisivo italiano (n. 1930)
- 1988 - Lucio Rama, attore italiano (n. 1911)
- 1989 - Vittorina Gementi, insegnante e pedagogista italiana (n. 1931)
- 1989 - Lauro Grossi, politico italiano (n. 1932)
- 1989 - Ruhollah Khomeyni, politico e imam iraniano (n. 1902)
- 1990 - Tom Brown, attore e modello statunitense (n. 1913)
- 1990 - Robert Noyce, imprenditore e inventore statunitense (n. 1927)
- 1990 - Aino Taube, attrice svedese (n. 1912)
- 1991 - Vince Colletta, fumettista statunitense (n. 1923)
- 1991 - Raffaele Costantino, calciatore e allenatore di calcio italiano (n. 1907)
- 1991 - Maurice Krafft, vulcanologo francese (n. 1946)
- 1991 - Katia Krafft, vulcanologa francese (n. 1942)
- 1991 - Eva Le Gallienne, regista, attrice e produttrice cinematografica statunitense (n. 1899)
- 1991 - István Magda, calciatore ungherese (n. 1911)
- 1991 - Andy Milligan, regista e produttore cinematografico statunitense (n. 1929)
- 1992 - Ettore Campogalliani, compositore e pianista italiano (n. 1903)
- 1992 - Wilfried Dietrich, lottatore tedesco (n. 1933)
- 1992 - William Gaines, editore statunitense (n. 1922)
- 1992 - Johannes B. Lotz, filosofo e teologo tedesco (n. 1903)
- 1992 - Robert Morley, attore britannico (n. 1908)
- 1992 - Franco Rossellini, regista, attore e produttore cinematografico italiano (n. 1935)
- 1993 - Ivan Azdarov, sollevatore sovietico (n. 1916)
- 1993 - Joe Fortenberry, cestista statunitense (n. 1911)
- 1994 - Estela Canto, scrittrice, giornalista e traduttrice argentina (n. 1915)
- 1994 - Herminio Olinto de Carvalho, allenatore di calcio e calciatore brasiliano (n. 1919)
- 1994 - Lucien Prival, attore statunitense (n. 1901)
- 1994 - Pavol Strauss, medico, filosofo e scrittore slovacco (n. 1912)
- 1994 - Pablo Muñoz Vega, cardinale e arcivescovo cattolico ecuadoriano (n. 1903)
- 1995 - Presper Eckert, ingegnere statunitense (n. 1919)
- 1995 - Jean-Patrick Manchette, scrittore, sceneggiatore e critico letterario francese (n. 1942)
- 1995 - Bob Schwartz, cestista statunitense (n. 1919)
- 1995 - Arthur Shapiro, psichiatra statunitense (n. 1923)
- 1995 - Frank Waters, scrittore statunitense (n. 1902)
- 1996 - Veniero Colasanti, scenografo e costumista italiano (n. 1910)
- 1996 - William Cox, mezzofondista statunitense (n. 1904)
- 1996 - Peter Glenville, regista e attore britannico (n. 1913)
- 1996 - Ferdinand Leitner, direttore d'orchestra tedesco (n. 1912)
- 1996 - Tito Okello, politico e generale ugandese (n. 1914)
- 1996 - Hideo Sakai, calciatore giapponese (n. 1909)
- 1997 - Salvatore Fiume, pittore, illustratore e scrittore italiano (n. 1915)
- 1997 - Michele Mincuzzi, arcivescovo cattolico italiano (n. 1913)
- 1998 - Lucien Conein, militare e agente segreto statunitense (n. 1919)
- 1998 - Ernest Henry, nuotatore australiano (n. 1904)
- 1998 - Joan José Nogués, allenatore di calcio e calciatore spagnolo (n. 1909)
- 1998 - Egidio Oliveri, pittore italiano (n. 1911)
- 1999 - Italo Allodi, dirigente sportivo e calciatore italiano (n. 1928)
- 1999 - Helge Bronée, calciatore danese (n. 1922)
- 1999 - Jan Deddens, poliziotto olandese (n. 1917)
- 1999 - Romolo Marcellini, regista italiano (n. 1910)
- 2000 - Fabio Danti, pilota automobilistico italiano (n. 1967)
- 2000 - Jim Harding, allenatore di pallacanestro statunitense (n. 1924)
- 2000 - Paul Huỳnh Đông Các, vescovo cattolico vietnamita (n. 1923)
- 2000 - Nevena Kokanova, attrice bulgara (n. 1938)
- 2000 - Merton Miller, economista statunitense (n. 1923)

## XXI secolo(121)
- 2001 - Renzo Eligio Filippi, politico italiano (n. 1935)
- 2001 - Anthony Quinn, attore messicano (n. 1915)
- 2002 - Charles Antrobus, politico sanvincentino (n. 1933)
- 2002 - Cecil Hankins, cestista e allenatore di pallacanestro statunitense (n. 1922)
- 2002 - Manol Konomi, avvocato, giudice e politico albanese (n. 1910)
- 2002 - Claudio Pontello, politico italiano (n. 1925)
- 2002 - Lew Wasserman, imprenditore statunitense (n. 1913)
- 2003 - Renato Dardozzi, presbitero e ingegnere italiano (n. 1922)
- 2003 - Alessandro Ferri, calciatore italiano (n. 1921)
- 2003 - P'et're Mshvenieradze, pallanuotista sovietico (n. 1929)
- 2003 - Riccardo Petrazzi, attore e stuntman italiano (n. 1938)
- 2003 - Fabrice Salanson, ciclista su strada francese (n. 1979)
- 2003 - Felix de Weldon, scultore austriaco (n. 1907)
- 2004 - Quorthon, cantante e musicista svedese (n. 1966)
- 2004 - Frances Shand Kydd, contessa inglese (n. 1936)
- 2005 - Leon Askin, attore austriaco (n. 1907)
- 2005 - Michael Billington, attore britannico (n. 1941)
- 2005 - Néstor Errea, calciatore argentino (n. 1939)
- 2005 - Donald Hodson, attore australiano (n. 1927)
- 2005 - Piergiorgio Maoloni, grafico italiano (n. 1938)
- 2005 - Armindo Valente, calciatore italiano (n. 1917)
- 2005 - Maurice Wiles, presbitero e teologo britannico (n. 1923)
- 2006 - Stefano Bellaveglia, banchiere italiano (n. 1958)
- 2006 - Leo Morris Clarke, vescovo cattolico australiano (n. 1923)
- 2006 - Ian Francis Bell Common, entomologo australiano (n. 1917)
- 2006 - Vittoria Giunti, partigiana italiana (n. 1917)
- 2006 - Doug Serrurier, pilota automobilistico sudafricano (n. 1920)
- 2007 - Juan Antonio Arguelles Rius, musicista, programmatore e produttore discografico spagnolo (n. 1978)
- 2007 - Ragheed Ganni, presbitero iracheno (n. 1972)
- 2008 - Mario Fioretti, direttore della fotografia italiano (n. 1924)
- 2008 - Grigorij Vasil'evič Romanov, politico sovietico (n. 1923)
- 2009 - Sam Butera, sassofonista e arrangiatore statunitense (n. 1927)
- 2009 - David Carradine, attore e artista marziale statunitense (n. 1936)
- 2009 - Peter J. Landin, informatico britannico (n. 1930)
- 2009 - Nardino Previdi, dirigente sportivo italiano (n. 1934)
- 2009 - Peppe Romano, scultore italiano (n. 1920)
- 2009 - Koko Taylor, cantante statunitense (n. 1928)
- 2010 - Vladimir Igorevič Arnol'd, matematico russo (n. 1937)
- 2010 - Rue McClanahan, attrice statunitense (n. 1934)
- 2010 - Luigi Padovese, vescovo cattolico italiano (n. 1947)
- 2010 - Paolino Ranieri, politico e partigiano italiano (n. 1912)
- 2010 - Augusto Taiocchi, pilota motociclistico italiano (n. 1950)
- 2010 - Hasan di Tiro, attivista e politico indonesiano (n. 1925)
- 2011 - James Arness, attore statunitense (n. 1923)
- 2011 - Vittorio Bergamo, calciatore e allenatore di calcio italiano (n. 1922)
- 2011 - Harry Bernstein, scrittore britannico (n. 1910)
- 2011 - Andrew Gold, cantautore e polistrumentista statunitense (n. 1951)
- 2011 - Bill Johnson, cestista statunitense (n. 1933)
- 2011 - John Henry Johnson, giocatore di football americano statunitense (n. 1929)
- 2011 - Miriam Karlin, attrice britannica (n. 1925)
- 2011 - Jack Kevorkian, medico, pittore e compositore statunitense (n. 1928)
- 2011 - Arthur Komar, fisico e docente statunitense (n. 1931)
- 2011 - Giovanni Mazzotti, medico e anatomista italiano (n. 1948)
- 2011 - Peter Rijsewijk, cestista olandese (n. 1945)
- 2011 - Jan van Roessel, calciatore olandese (n. 1925)
- 2012 - Peter Pass, pallanuotista britannico (n. 1933)
- 2012 - Roy Salvadori, pilota automobilistico inglese (n. 1922)
- 2012 - Sergio Tedesco, attore, doppiatore e tenore italiano (n. 1928)
- 2013 - Deacon Jones, giocatore di football americano statunitense (n. 1938)
- 2013 - Frank Lautenberg, politico statunitense (n. 1924)
- 2013 - Jiah Khan, attrice indiana (n. 1988)
- 2014 - Antonio Frigerio, cestista e allenatore di pallacanestro italiano (n. 1940)
- 2014 - Karl Harris, pilota motociclistico britannico (n. 1979)
- 2014 - André Lochon, pallanuotista francese (n. 1932)
- 2014 - Lucie Scheinostová, cestista cecoslovacca (n. 1927)
- 2015 - Sergio Boschiero, politico e giornalista italiano (n. 1936)
- 2015 - Imre Rapp, calciatore ungherese (n. 1937)
- 2016 - Muhammad Ali, pugile statunitense (n. 1942)
- 2016 - Szabolcs Baranyi, tennista ungherese (n. 1944)
- 2016 - Adolph Cornelis van Bruggen, entomologo e botanico olandese (n. 1929)
- 2016 - Fulvio Galimi, schermidore argentino (n. 1927)
- 2016 - Joseph Michel, politico belga (n. 1925)
- 2016 - Lucia Ragni, attrice e regista teatrale italiana (n. 1951)
- 2016 - Luis Salom, pilota motociclistico spagnolo (n. 1991)
- 2016 - Dave Swarbrick, violinista e chitarrista britannico (n. 1941)
- 2017 - Adriano Corrente, calciatore italiano (n. 1929)
- 2017 - Niels Helveg Petersen, politico danese (n. 1939)
- 2017 - Antonio Sessa, calciatore italiano (n. 1924)
- 2018 - Alessandra Appiano, scrittrice, giornalista e autrice televisiva italiana (n. 1959)
- 2018 - Frank Carlucci, politico e militare statunitense (n. 1930)
- 2018 - Johnnie Keyes, attore pornografico statunitense (n. 1940)
- 2018 - Miguel Obando Y Bravo, cardinale e arcivescovo cattolico nicaraguense (n. 1926)
- 2018 - Mario Toros, sindacalista e politico italiano (n. 1922)
- 2019 - Agustina Bessa-Luís, scrittrice portoghese (n. 1922)
- 2019 - Domenico D'Alise, taekwondoka italiano (n. 1970)
- 2019 - Fabrizio Fabbri, dirigente sportivo e ciclista su strada italiano (n. 1948)
- 2019 - Guy François, calciatore haitiano (n. 1947)
- 2019 - Jurica Jerković, calciatore jugoslavo (n. 1950)
- 2019 - Simjon Rosenfeld, militare e superstite dell'Olocausto ucraino (n. 1922)
- 2020 - István Kausz, schermidore ungherese (n. 1932)
- 2020 - Veli Lehtelä, canottiere finlandese (n. 1935)
- 2020 - Mario Rino Sivieri, vescovo cattolico italiano (n. 1942)
- 2021 - Benedicto Antoninho, calciatore e allenatore di calcio brasiliano (n. 1939)
- 2021 - Anerood Jugnauth, politico mauriziano (n. 1930)
- 2021 - Ernie Lively, attore statunitense (n. 1947)
- 2021 - Ezio Motta, arbitro di calcio italiano (n. 1931)
- 2021 - Jim Norris, pallanuotista statunitense (n. 1930)
- 2022 - Piergiorgio Bressani, politico italiano (n. 1929)
- 2022 - Roberto Brunetti, attore italiano (n. 1967)
- 2022 - Frank Clarke, calciatore inglese (n. 1942)
- 2022 - Liliana De Curtis, scrittrice italiana (n. 1933)
- 2022 - Raffaele Ganci, mafioso italiano (n. 1932)
- 2022 - Ken Kelly, pittore statunitense (n. 1946)
- 2022 - John Edward Porter, politico statunitense (n. 1935)
- 2022 - Anna Maria Tatò, regista italiana (n. 1940)
- 2022 - Alcide Vaucher, ciclista su strada e pistard svizzero (n. 1934)
- 2022 - Dougie Wood, calciatore e allenatore di calcio scozzese (n. 1940)
- 2023 - Jim Hines, velocista e giocatore di football americano statunitense (n. 1946)
- 2023 - Michael Jarboe Sheehan, arcivescovo cattolico statunitense (n. 1939)
- 2024 - Brigitte Bierlein, giurista e politica austriaca (n. 1949)
- 2024 - Jürgen Moltmann, teologo tedesco (n. 1926)
- 2024 - Dag Erik Pedersen, ciclista su strada norvegese (n. 1959)
- 2024 - William Russell, attore britannico (n. 1924)
- 2024 - Armando Silvestre, attore messicano (n. 1926)
- 2025 - Cristian Brenna, arrampicatore e alpinista italiano (n. 1970)
- 2025 - Josip Joška Broz, politico serbo (n. 1947)
- 2025 - Eugen Doga, compositore moldavo (n. 1937)
- 2025 - Jim Marshall, giocatore di football americano statunitense (n. 1937)
- 2025 - Shigeo Nagashima, dirigente sportivo e giocatore di baseball giapponese (n. 1936)
- 2025 - José Antonio Tejedor, calciatore e allenatore di calcio spagnolo (n. 1943)
- 2025 - Edmund White, scrittore, critico letterario e saggista statunitense (n. 1940)

## Senza anno specificato(1)
- Vincenzo Mantovani, traduttore e scrittore italiano (n. 1934)